# Ahіnskі Kanal
Ahinski Kanal (vitryska: Агінскі Канал) är en kanal i Belarus.   Den ligger i voblasten Brests voblast, i den sydvästra delen av landet, 210 kilometer sydväst om huvudstaden Minsk.